# Feuerherz
Feuerherz war eine 2014 gegründete deutsche Schlager-Boygroup, die sich zum Jahresende 2020 trennte.

## Geschichte
Die Band wurde im Sommer 2014 von AME Media (Andreas Mehlhorn) und Syndicate Musicproduction entdeckt und arbeitete fortan mit Syndicate Musicproduction (Achim Kleist & Wolfgang von Webenau) in München an ihrem ersten Album, das im Juli 2015 erschien und eine Mischung aus Pop und Schlager beinhaltet. Die Tanzperformances für die Umsetzung ihrer Lieder entstanden in Zusammenarbeit mit dem Choreographen Marc Teusch.
In der Show Die Besten im Frühling stellte die Gruppe im März 2015 ihre erste Single Verdammt guter Tag vor, die am 13. März 2015 veröffentlicht wurde. Das gleichnamige Debütalbum folgte im Juli 2015 und erreichte Platz 36 der deutschen Albumcharts.

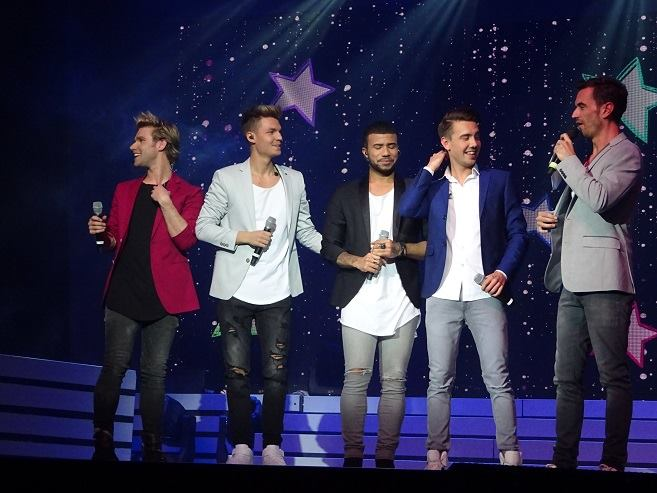
Feuerherz und Florian Silbereisen während der Tournee Das Beste der Feste 2016

Die Debütsingle Verdammt guter Tag erreichte die Chartspitze der deutschen Konservativ Pop Airplaycharts, die zweite Single Ohne Dich Platz fünf und der Weihnachtstitel Merry Christmas Platz 33. Im Dezember 2015 waren diese drei Titel gleichzeitig in den offiziellen Airplay Charts vertreten.
Die Gruppe war 2015 viermal hintereinander in der Florian-Silbereisen-TV-Show zu sehen, was bisher nur wenigen Künstlern gelang. Insgesamt bestritten sie 2015 23 TV-Termine. 2015 war Feuerherz der Headliner der Super-RTL-Toggo-Tour 2015, die sie mit 20 Terminen durch zehn große deutsche Städte führte.
2016 nahm Feuerherz an Silbereisens Das Beste der Feste-Tour teil, die Tour erstreckte sich über zwei Monate und führte die Band durch 33 deutsche Städte sowie einmal nach Wien in Österreich.
In den Jahren 2016, 2017, 2018 und 2019 war die Gruppe erneut Teil der Super RTL-Toggo-Tour. 2017 waren sie zudem als Vorgruppe von Maite Kelly in ihrer Tour
Die wunderbare Welt der Maite Kelly unterwegs.
2018 folgte die erste eigene Tournee der Gruppe. Nach anfangs sieben Terminen im Herbst, wurden später weitere sechs Termine für das Frühjahr 2019 hinzugefügt. Im Dezember 2018 wurden Feuerherz Mitglieder des Benefiz-Projekts Schlagerstars für Kinder und nahmen mit der Gruppe das Lied Auf einmal (Weihnachtsschlager) neu auf. Die Aktion sammelt mit dem Weihnachtssong Geld für Kinder in Not.
Im Mai 2019 bekamen Feuerherz den Schlagerplanet Award als Band des Jahres verliehen.
Im Juni 2020 gab die Band in der Show Schlagerlovestory.2020 – Das große Wiedersehen ihre Trennung zum Jahresende bekannt. Der letzte gemeinsame Auftritt fand bei dem am 28. November 2020 ausgestrahlten Adventsfest der 100.000 Lichter statt.

## Mitglieder
- Dominique Bircan Baltas (* 2. August 1992 in Bremerhaven) ist türkisch-amerikanischer Abstammung. Erste musikalische Erfahrungen sammelte er im Gospelchor und bei verschiedenen Musicals. Ab dem zwölften Lebensjahr nahm er Tanzunterricht. 2012 war er Bandmitglied in der Popband Unized und 2013 in der Tanz- und Gesangsgruppe „Fun Factory“. Ebenfalls 2013 wirkte er in einer Folge von Auf und davon – Mein Auslandstagebuch mit, in der er sich auf die Suche nach seinem leiblichen Vater machte.
- Martijn „Matt“ Stoffers (* 11. April 1989 in Nunspeet/Niederlande) studierte an der Musical Academy Amsterdam und arbeitete anschließend als Musicaldarsteller. Als internationales Fotomodel wirkte er bei zahlreichen Kampagnen mit. 2011 wurde er Bandmitglied der bei Super RTL entstandenen Band Jamatami. Im Frühjahr 2014 nahm Martijn Stoffers an Deutschland sucht den Superstar teil.[4]
- Karsten Walter (* 30. April 1993 in Bonn) bekam als Kind Klavierunterricht und trat als Teenager in Musicals auf. In der Sendung „VIVA LIVE“ wurde er im Rahmen von Deine Performance zum Tagessieger und belegte den 2. Platz fürs gesamte Jahr 2008. Zudem bewarb er sich 2009 in der Sendung Make US5 again als Bandmitglied für die Boygroup US5. 2010 war Walter unter dem Namen „Kenny“ Bandmitglied in der Boygroup Part Six.  2013 schaffte er es bei Deutschland sucht den Superstar bis in den Recall. Im Jahr 2022 ist er als Schauspieler in der Fernsehserie Leon – Glaub nicht alles, was du siehst, einem Spin-off von Gute Zeiten, schlechte Zeiten, zu sehen.[5]
- Sebastian Wurth (* 21. Juli 1994 in Wipperfürth) belegte 2011 den fünften Platz bei Deutschland sucht den Superstar. Anschließend veröffentlichte er die zwei Soloalben Strong und Atemlos.

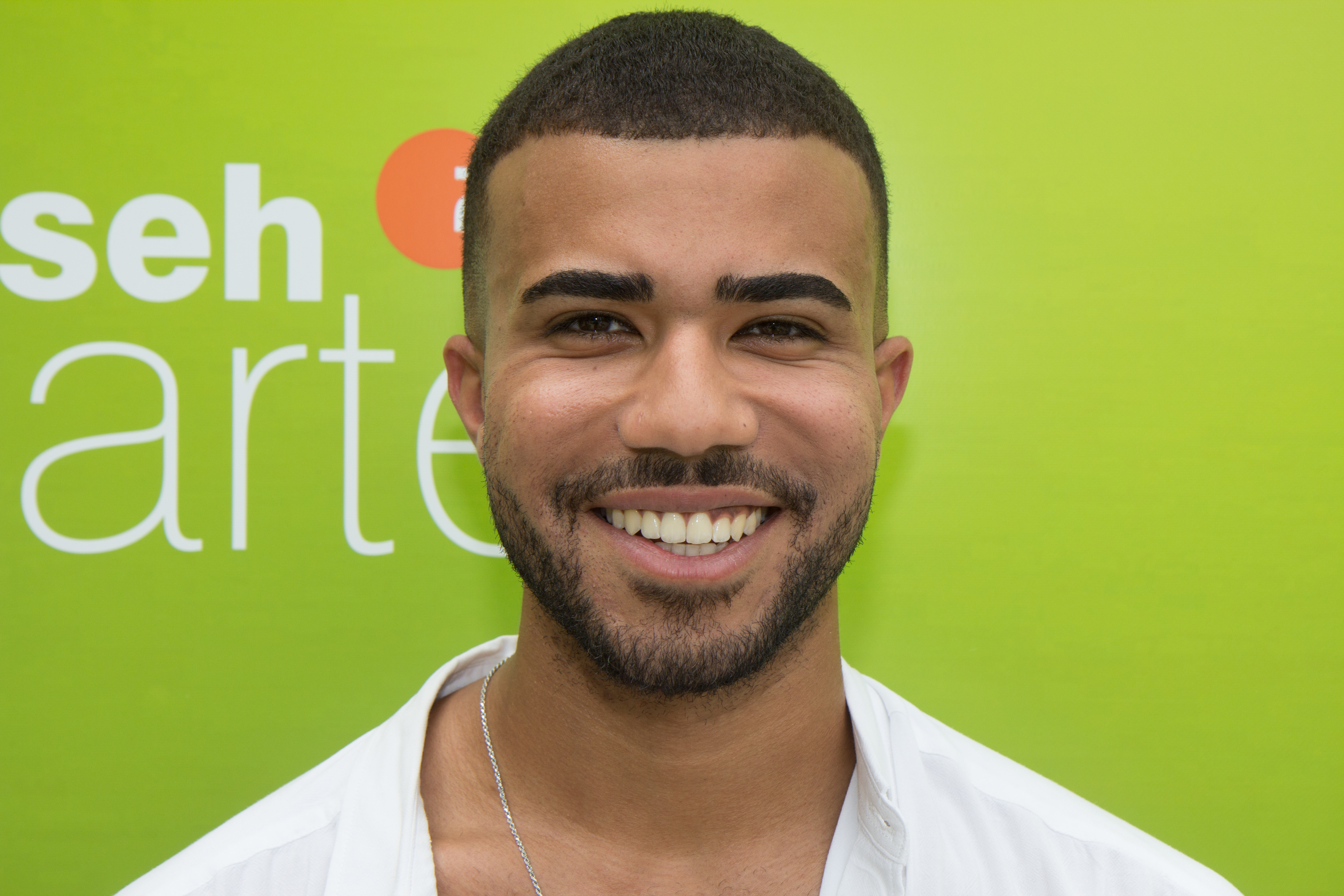
Dominique Bircan Baltas
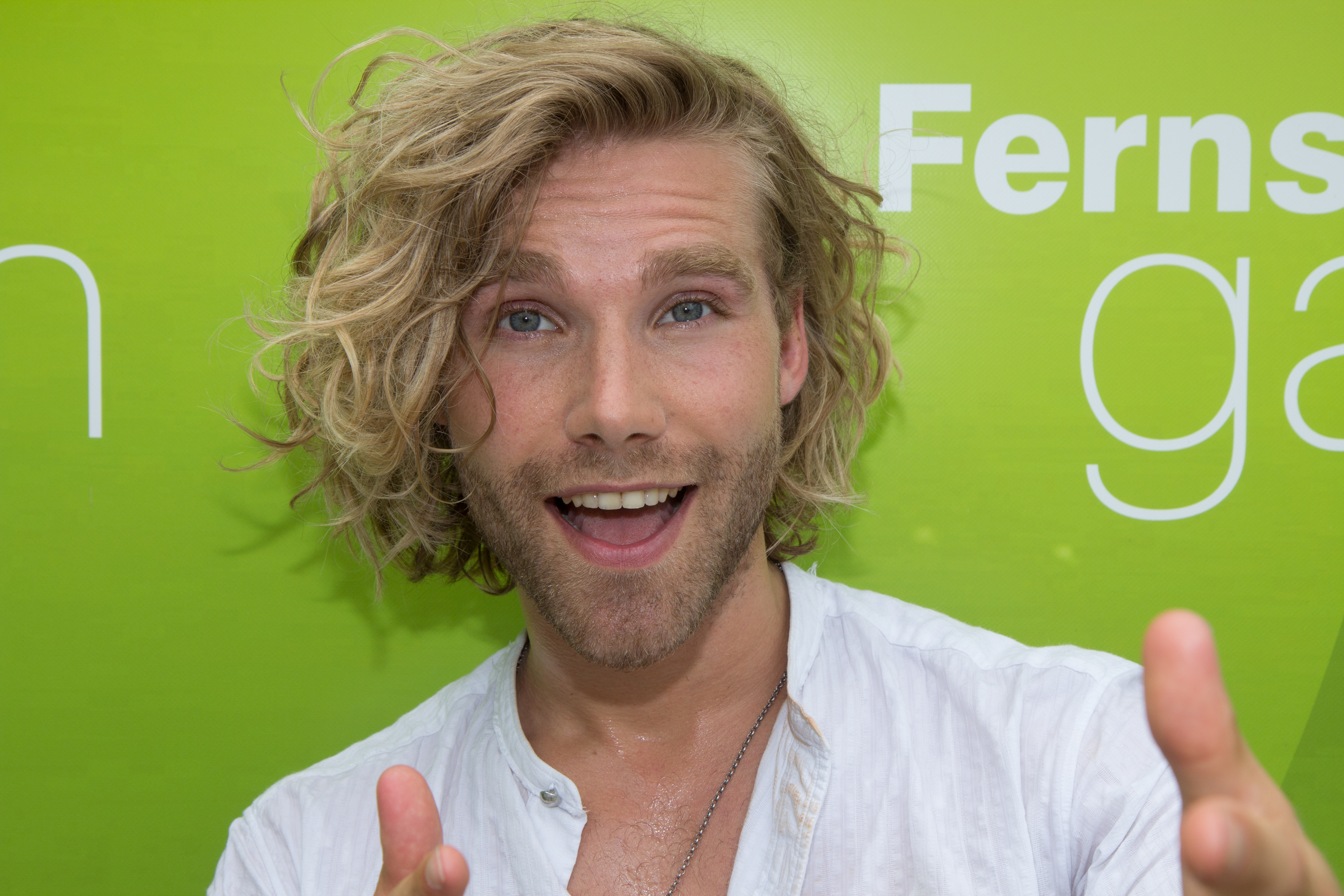
Martijn „Matt“ Stoffers
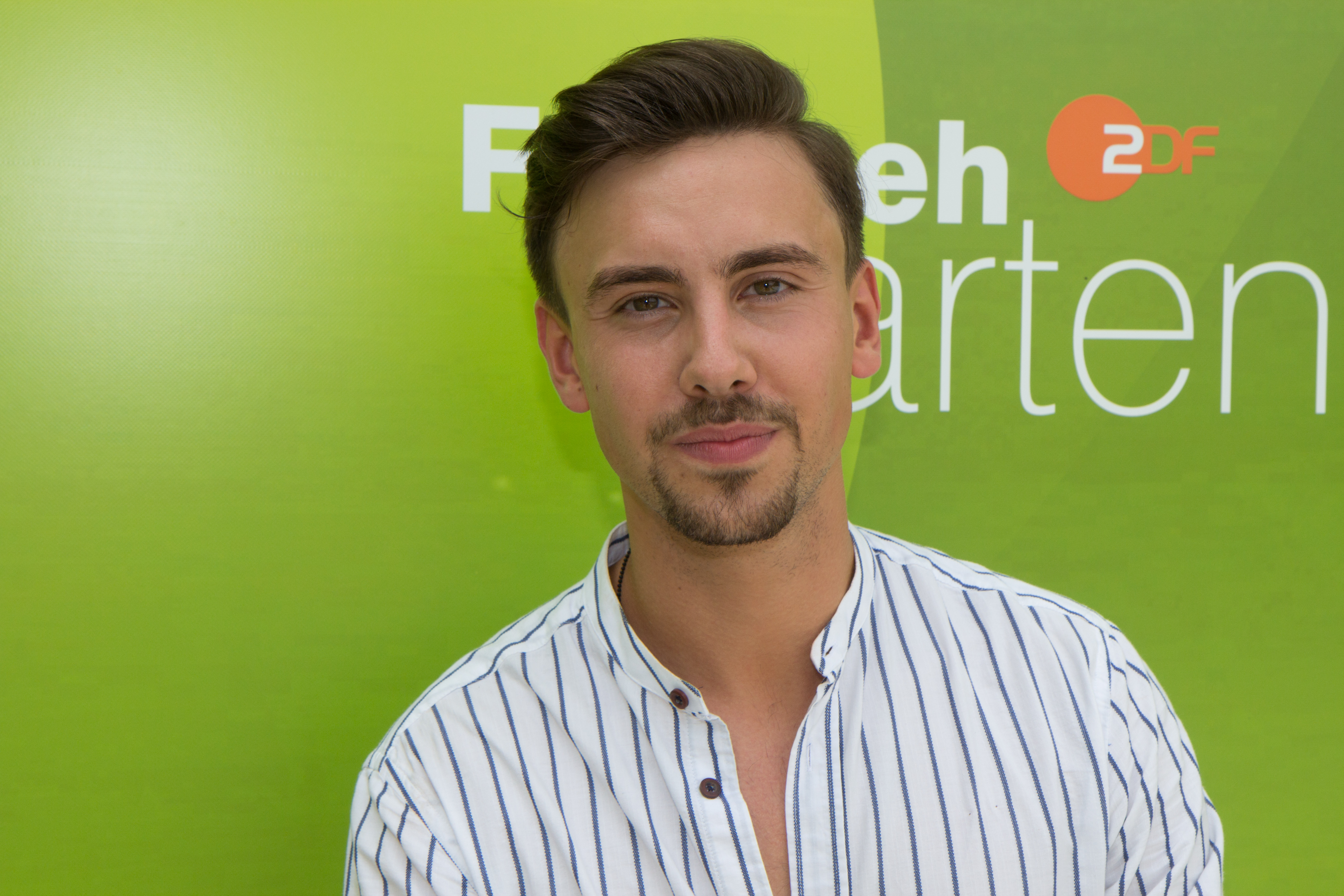
Sebastian Wurth
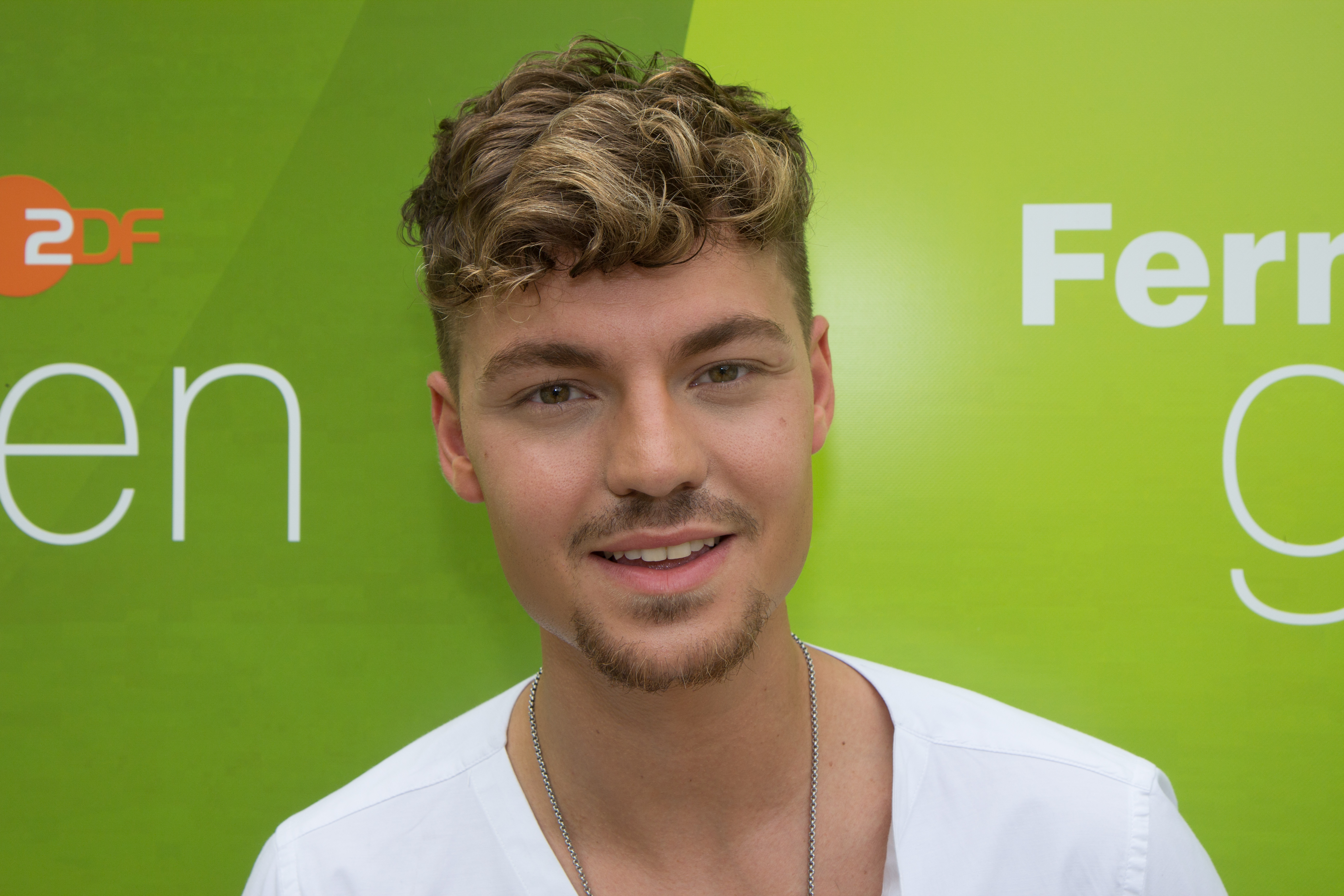
Karsten Walter

## Diskografie
Studioalben

| Jahr | Titel Musiklabel                   | Höchstplatzierung, Gesamtwochen, AuszeichnungChartplatzierungen (Jahr, Titel, Musiklabel, Platzierungen, Wochen, Auszeichnungen, Anmerkungen) | Höchstplatzierung, Gesamtwochen, AuszeichnungChartplatzierungen (Jahr, Titel, Musiklabel, Platzierungen, Wochen, Auszeichnungen, Anmerkungen) | Höchstplatzierung, Gesamtwochen, AuszeichnungChartplatzierungen (Jahr, Titel, Musiklabel, Platzierungen, Wochen, Auszeichnungen, Anmerkungen) | Anmerkungen                              |
| Jahr | Titel Musiklabel                   | DE | AT | CH | Anmerkungen                              |
| ---- | ---------------------------------- | --- | --- | --- | ---------------------------------------- |
| 2015 | Verdammt guter Tag Electrola (UMG) | DE36 (6 Wo.)DE | AT42 (4 Wo.)AT | CH55 (3 Wo.)CH | Erstveröffentlichung: 10. Juli 2015      |
| 2016 | Genau wie du Electrola (UMG)       | DE11 (12 Wo.)DE | AT22 (4 Wo.)AT | CH34 (2 Wo.)CH | Erstveröffentlichung: 16. September 2016 |
| 2018 | Feuerherz Electrola (UMG)          | DE6 (12 Wo.)DE | AT19 (3 Wo.)AT | CH21 (3 Wo.)CH | Erstveröffentlichung: 25. Mai 2018       |
| 2019 | Vier Electrola (UMG)               | DE6 (6 Wo.)DE | AT21 (1 Wo.)AT | CH17 (2 Wo.)CH | Erstveröffentlichung: 2. August 2019     |

## Tourneen
- 05/2015 – 10/2015 Super RTL TOGGO Tour 2015 (20 Konzerte)
- 03/2016 – 05/2016 Florian Silbereisen Tour 2016 „Das Beste der Feste“ (34 Konzerte)
- 06/2016 – 09/2016 Super RTL TOGGO Tour 2016 (in 10 Orten in ganz Deutschland)
- 03/2017 – 12/2017 Vorprogramm bei Die wunderbare Welt der Maite Kelly von Maite Kelly
- 06/2017 – 09/2017 Super RTL TOGGO Tour 2017
- 5/2018 – 9/2018 Super RTL TOGGO Tour 2018 (in 11 Orten in ganz Deutschland)
- 10/2018 – 4/2019 Feuerherz Tour (in 13 Städten in ganz Deutschland)

## Auszeichnungen
- 2016: Mein Star des Jahres der Bauer Media Group als Durchstarter des Jahres
- 2016: radio-B2-Ekki-Göpelt-Preis[6]